# Спаржа по-фламандски

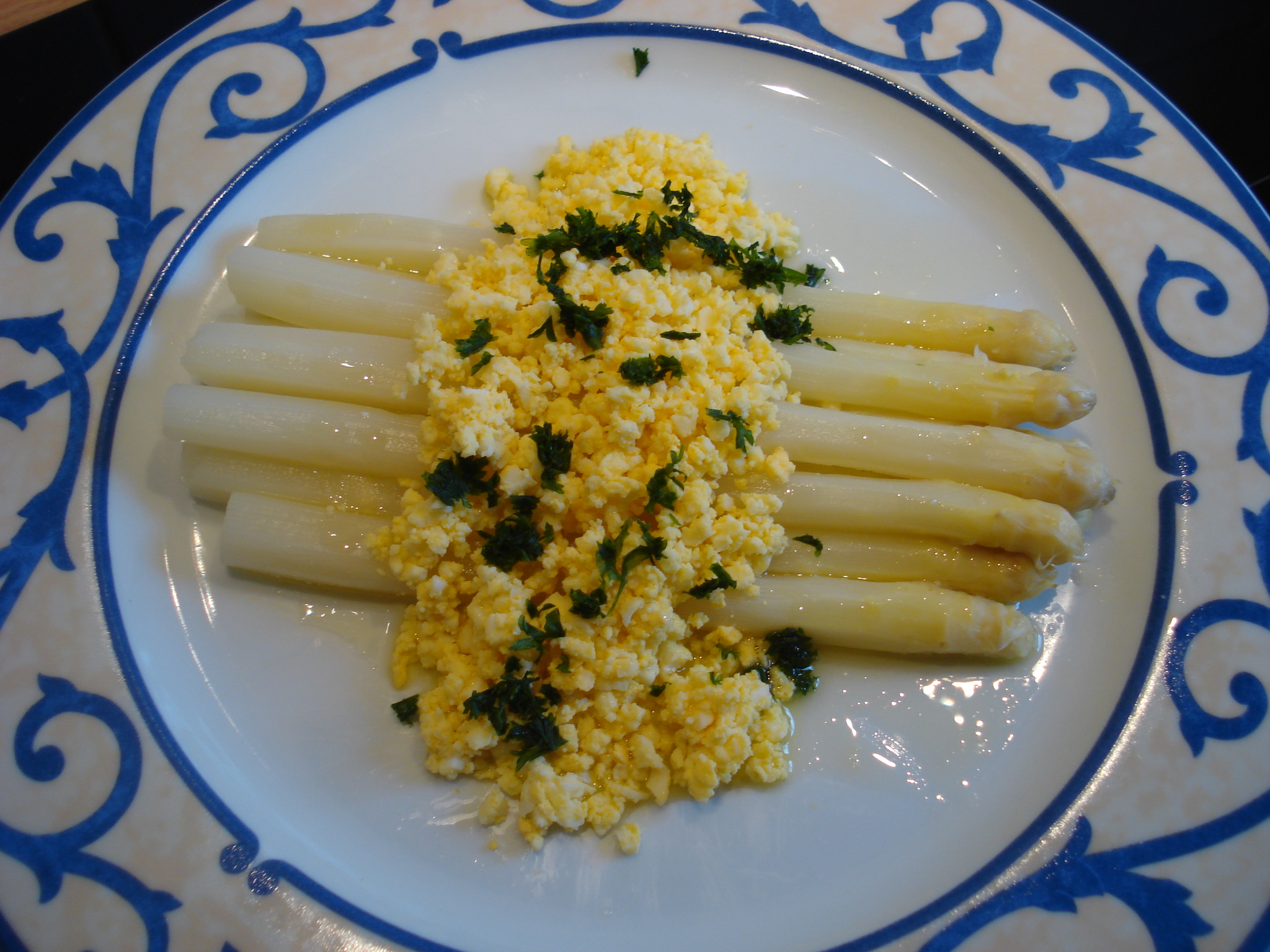
Спаржа по-фламандски

Спаржа по-фламандски (нидерл. Asperges op zijn Vlaams, фр. Asperges à la flamande) — традиционное бельгийское блюдо, также популярное во Франции. Это отварная белая спаржа в сливочном соусе с яйцами. Является флагманским рецептом бельгийской гастрономии. Сочетание в соусе сливочного масла и яиц восходит к XVI веку- Как правило, блюдо готовят весной, в сезон урожая. Для данного блюда используют белую спаржу (подземные побеги), так как она наименее горькая. Отсутствие света придает побегам растения тонкий вкус. Запивают спаржу по-фламандски белым вином или светлым пивом.
Отварная спаржа заливается соусом, приготовленным из разогретого на сковороде сливочного или топлёного масла, с раскрошенным в нём варёными яйцами (иногда только желтками), лимонным соком, цедрой и чёрным перцем.